# 1354 en santé et médecine
| Années de la santé et de la médecine : 1351 - 1352 - 1353 - 1354 - 1355 - 1356 - 1357    |
| Décennies de la santé et de la médecine : 1320 - 1330 - 1340 - 1350 - 1360 - 1370 - 1380 |

Cet article présente les faits marquants de l'année 1354 en santé et médecine.

## Événements
- 3 mars : Haguenau, ville impériale d'Alsace, institue deux chirurgiens chargés d'examiner les malades qu'on veut exclure de la communauté parce qu'ils sont soupçonnés de lèpre[1].
- 29 novembre : fondation à Berne, en Suisse, par Anna Seiler, d'une institution qui est à l'origine de l'hôpital de l'Île[2].
- Fondation par le gouverneur mamelouk Arghun al-Kamili du bimaristan d'Alep, en Syrie[3].
- Fondation de bourses d'études de médecine au collège de Justice, à Paris[4].
- Épidémie de « mal des ardents » en Artois et en Picardie[5].
- À Solignac et à Lastours en Limousin, les « hôpitaux », ainsi désignés en 1195 et 1291, sont mentionnés comme « léproseries[6] ».
- Une « maladière » est mentionnée au lieu-dit La Ronce, près de Saint-Germain-des-Champs, en Bourgogne[7].
- 1353-1354 : le juriste Bernard Rascas fonde à Avignon l'hôpital Sainte-Marthe ou « grand hôpital ». Il est confié aux trinitaires et, dès le XVe siècle, devient le principal établissement de la ville[8],[9].

## Publication
- Henri de Grosmont, premier duc de Lancastre, Le livre de seyntz medicines [Le Livre des saints remèdes] (numérisation d'une édition ancienne ; numérisation plus lisible), ouvrage de dévotion qui comporte des recettes de médicaments[10]. Traduit la même année en anglais sous le titre de Book of the Holy Doctors[11].